# Ngoma-Bakwa
Ngoma-Bakwa encore appelé Ngoma ou Ngouma est un village du département du Nkam au Cameroun. Situé dans la commune rurale de Ndobian, il est localisé à 20 km de Nkondjock, sur la piste piétonne qui lie Nkondjock à Mbiam. 

## Population et environnement
En 1967, le village de Ngoma-Bakwa avait 59 habitants. La population est essentiellement composée des Bakwa. La population de Ngoma-Bakwa était de 61 habitants dont 33 hommes et 28 femmes, lors du recensement de 2005. 